# Heiner Wiberny

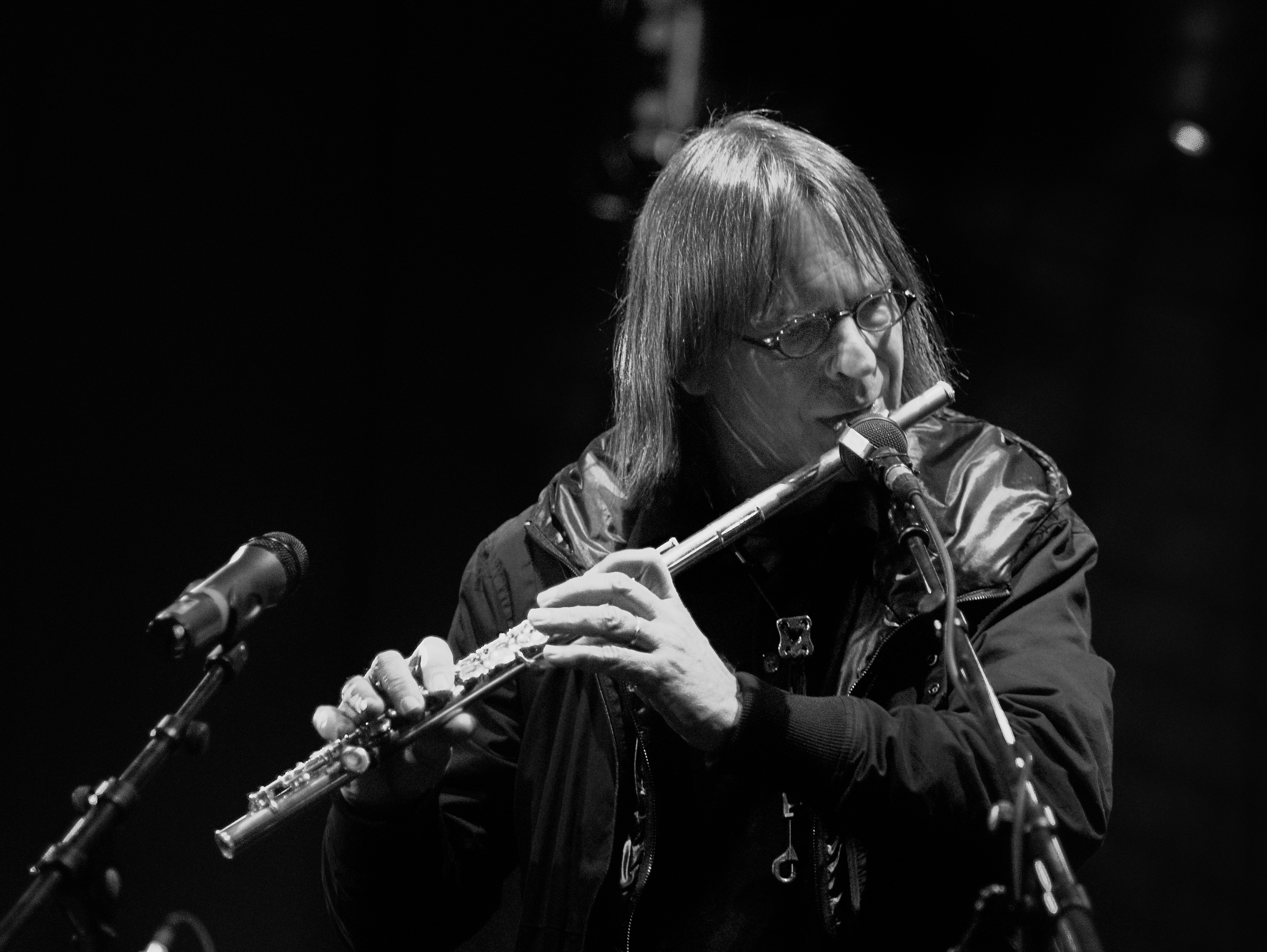
Heiner Wiberny (2010)

Karl-Heinz Wiberny, (1944) is een Duitse jazzsaxofonist en -fluitist.

## Biografie
Wiberny studeerde in Keulen o.a. romanistiek en geografie, en compositie bij Bernd Alois Zimmermann en Pavel Blatný. Hij kreeg grotere bekendheid als gast van Pierre Courbois' Association P.C. (LP „Erna Morena“), maar tevens als solist in symfonieorkesten bij opvoering van nieuwe muziek (Hans-Joachim Hespos). In 1974 werd hij lead-altsaxofonist bij WDR Köln, tevens speelde hij in Harald Banter's Media Band. In 1976 toerde hij met het New Jazz Ensemble van Herbert Joos en Bernd Konrad door Afrika. Van 1981 tot 2009 was hij lid van de WDR Big Band Köln. Daarnaast trad hij op met de Atlanta Jazz Band. Hij werkte tevens met Kurt Edelhagen, Peter Herbolzheimer, Paul Kuhn, Manfred Schoof, Jasper van’t Hof en Markus Stockhausen. In 1982 kwam hij met de Keulse gitarist Wolfgang Gerhard met een jazz-meets-flamenco-album, dat genomineerd werd voor de Deutscher Schallplattenpreis.
Wiberny nam op 28 augustus 2009 afscheid van het actieve muziekleven met een concert (Heiner's Music) met de WDR Big Band.
Hij is nu als componist en 'Honorarprofessor' actief aan de Hochschule für Musik Köln.